# Сергей Георгиевич, 8-й герцог Лейхтенбергский
Светлейший князь Серге́й Гео́ргиевич Рома́новский, 8-й герцог Лейхтенбе́ргский (4 [16] июля 1890, Петергоф — 16 декабря 1974, Рим) — член Российского императорского дома (с титулом «Высочество»), участник Белого движения, флигель-адъютант.

## Биография
Сын Георгия Максимилиановича, 6-го герцога Лейхтенбергского и Анастасии Черногорской. Внук великой княгини Марии Николаевны и герцога Максимилиана Лейхтенбергского.
В 1906 году брак его родителей распался, а в 1907 году его мать вышла замуж за великого князя Николая Николаевича Младшего.
С двенадцати лет обучался во 2 кадетском корпусе Санкт-Петербурга, но в то же время в нём, по его собственным словам, «бурно растёт морское чувство», и 10 мая 1908 года он «переведён по экзамену» в Морской корпус.
В 1911 году окончил Морской корпус. Участвовал в Первой мировой войне, состоя при Главнокомандующем Черноморским флотом адмирале Эбергарде. Среди его заслуг — десант по захвату турецкого порта Трапезунд на Чёрном море в 1916 году. Потом служил на Балтийском флоте, имел чин капитана 2-го ранга.
5 ноября 1914 года Сергей Георгиевич, находившийся на борту «Евстафия»
в составе «запасной части штаба», был свидетелем боя с германо-турецким крейсером «Гёбен».
В феврале 1916 года назначен Начальником 1-го Отряда быстроходных катеров Чёрного моря.
15 марта 1917 года В Петрограде морским министром А. И. Гучковым был подписан приказ: «Увольняются со службы:… старший лейтенант князь Рома́новский герцог Лейхтенбергский, по прошению, с мундиром.»
В январе-апреле 1918 года находился вместе с матерью и отчимом в крымском имении великого князя Петра Николаевича «Дюльбер». Там пережил и период немецкой оккупации (апрель-ноябрь).
В 1919 года вступил в ряды В. С. Ю. Р. (официальное название армии А. И. Деникина), в частности, находился в отряде кораблей, освободивших от красных Херсон и Николаев. Во время обороны крымского перешейка зимой 1920 года как офицер связи был прикомандирован к штабу корпуса, которым командовал генерал Я. А. Слащёв. Принимал деятельное участие в событиях связанных с формированием отряда обороны Крыма и последующим мятежом капитана Орлова. Мятеж не поддержал, проявил лояльность к командованию ВСЮР.
1 июля 1920 года барон П. Н. Врангель отправил Сергея Георгиевича к отчиму великому князю Николаю Николаевичу в Италию: на герцога пало подозрение в организации заговора. П. Н. Врангель писал: «Вместо меня будто бы во главе армии станет великий князь Николай Николаевич, а временно, до его приезда, пасынок его, герцог Сергей Георгиевич Лейхтенбергский». Газеты писали, что Сергей планировал стать императором.
Сергей Георгиевич поселился в Италии, возглавлял Русское собрание и Гоголевскую библиотеку в Риме. После Второй мировой войны помогал русским военнопленным. Один из спасенных Сергеем Георгиевичем рассказывал: «Я не могу не вспомнить встречу с князем Романовским 30 января 1946 года. Несколько человек, бежавших тогда со мной из лагеря Ричионе, оказалось на улицах Рима без документов, без денег, без штатской одежды. Несмотря на поздний час, князь тотчас приехал в Собрание и сразу появились: ночлег, одежда, конверты с небольшой суммой денег на „лекарства“, как он деликатно говорил…»
Скончался герцог Сергей Георгиевич 16 декабря 1974 года в Риме и был захоронен на некатолическом кладбище для иностранцев Тестаччо в общей могиле.
Герцог Сергей Георгиевич не был женат и не оставил потомства. Он был последним представителем линии князей Романовских и герцогов Лейхтенбергских — ныне живущие потомки герцогов Лейхтенбергских происходят от морганатического брака, из-за чего они утратили свой династический статус членов Российского Императорского дома и права на баварский герцогский титул.

## Титулы
- 04/16 июля 1890 — 14/26 июня 1899: Его Светлость Князь Сергей Георгиевич Романовский Герцог Лейхтенбергский
- 14/26 июня 1899 — 16 декабря 1974: Его Высочество Князь Сергей Георгиевич Романовский Герцог Лейхтенбергский

## Награды
- Орден Святого апостола Андрея Первозванного (1912)[3]
- Орден Святого Александра Невского (1912)[3]
- Орден Белого орла (1912)[3]
- Орден Святой Анны 1-й ст. (1912)[3]
- Орден Святого Станислава (1912)[3]
- Орден Святой Анны 4-й ст. с надписью «За храбрость» (19.01.1915)[3]
- Орден Святого Владимира 4-й ст. с мечами и бантом (5.03.1915)[3]
- Орден Князя Даниила I 1-й ст. (Черногория)[3]
- Медаль «В память 50-летнего правления короля Николы I Петровича» (Черногория)[3]